# La Vie des Botes
« Androbote » redirige ici. Pour l’article homophone, voir Androbot.
Pour les articles homonymes, voir Botes.
La Vie des Botes est une sitcom franco-canadienne pour la jeunesse en 196 épisodes de 30 minutes créée par Jean Chalopin, et diffusée tous les jours à 19 h 10 du 14 janvier 1986 au 26 juin 1987 sur TF1.

## Synopsis
On y suit les tribulations d'une famille d'androïdes déjantés, les Androbotes, dans une maison où de nombreux objets (porte, porte-manteau, fauteuil, table, radio, télévision, téléphone, etc.) communiquent avec eux. Ils hébergent trois ours, et se font aider de robots ménagers.
Régulièrement, deux serpents hilares appelés les Bugs surgissent par des trappes disséminées un peu partout pour commenter les situations de leurs traits d'humour.

## Fiche technique
- Création, scénario, production : Jean Chalopin
- Réalisation : Michael Berry, Nicolas Cahen, Jean-Louis Potonnat, Guy Saguez, Michael Watt, Sylvie Durepaire
- Masques : Carlo Rambaldi et Alessandro Rambaldi
- Costumes : Marie-Antoinette Dinetty
- Décors : Michel Janiaud, Michel Hennique
- Musiques : Shuki Levy, Haïm Saban

## Distribution[2]
- Jean-Louis Terrangle (VF : Bernard Tiphaine) : Roland Botes, le père
- Claude Bordier (VF : Évelyn Séléna) : Flo Botes, la mère
- Gérard Camoin (VF : Pierre Trabaud) : Ambroise, le grand-père, père de Roland
- Marie-Noëlle Chevalier (VF : Évelyne Grandjean) : Rose, la grand-mère, mère de Flo
- Ninou Fratellini (VF : Amélie Morin) : Lucie Botes, la fille
- François Négret puis Brigitte Lecordier (VF : Mathias Kozlowski) : Roby Botes, le fils
- Boris Scheigam et Stéphane Subiela, marionnettistes (VF : Albert Augier et Jacques Torrens) : les Buggs

## Quelques détails
Roland Botes travaille dans une usine. Le haut du chapeau du Grand-Père Ambroise peut s'ouvrir et contenir des objets. Lucie Botes est coquette. La Grand-Mère Rose fait souvent des inversions de syllabes ou de mots

## Dessins animés diffusés
Les épisodes étaient entrecoupés de dessins animés, parmi lesquels :
- Jayce et les Conquérants de la lumière
- Les Popples
- MASK
- Les Bisounours
- Blondine au pays de l'arc-en-ciel (en anglais : Rainbow Brite)
- Les Engrenages
- Le Hérisson
- Les Minipouss

## Discographie
Il existe deux 45 tours regroupant deux chansons issues de cette série : un premier contenant le générique du programme (face A) et La chanson du Pépé (face B), un second avec J'ai 14 ans en face A et Sans toi la vie en face B (Noam Kaniel / Shuki Levy / Haim Saban - Jean Chalopin), sorti en 1987[réf. nécessaire].